# 한국문학세상
한국문학세상은 한민족의 문학진흥을 목적으로 2005년 4월 27일 설립된 대한민국 문화체육관광부 소관의 사단법인이다. 사무실은 서울특별시 강남구 삼성동 140-3 선릉대림아크로텔726호(우: 135-875)에 있다.

## 주요 사업
- 한민족의 문학진흥을 위한 사업
- 백일장을 포함하는 문학행사 사업
- 정보통신을 활용한 문학진흥 사업
- 기타 문학진흥을 위한 교류사업